# Молоки

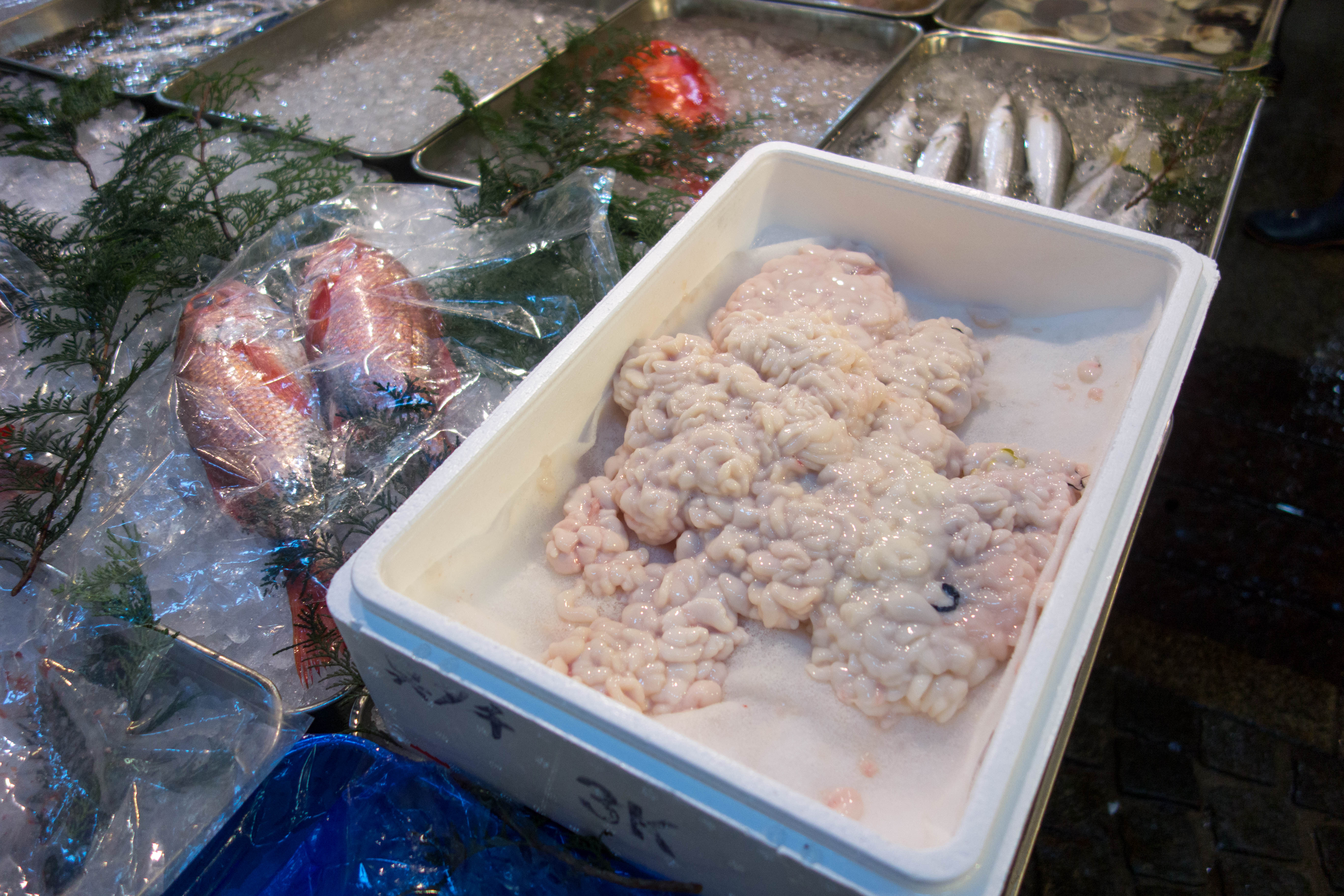
Молоки.

Моло́ки, моло́ка — мужские семенные железы, а также сперма у рыб. Зрелые молоки имеют молочно-белый цвет, откуда и происходит их название. У рыб с внутренним осеменением сперматозоиды объединены в агрегаты — сперматофоры и спермоцейгмы.

## Приготовление
Молоки можно жарить или отваривать, как и саму рыбу, предварительно вываляв в муке. Используются для фарша в рыбных пирожках в сочетании с манной кашей и луком.

## Искусственное осеменение
Молоки для искусственного осеменения икры получают от естественно созревших самцов или после гормональных воздействий (инъекции суспензии гипофиза некоторых рыб либо других препаратов в мышцы тела самцов). Отцеживают молоки лёгким надавливанием на брюшко.

## Интересные факты
- В молоках сперматозоиды неподвижны.
- Молоки содержат полноценные животные белки и поэтому очень питательны. Из молок осетровых, лососёвых и других рыб получают белки (протамины), которые в комплексе с рядом лекарственных веществ продлевают действие этих веществ, а также используются как антидот при передозировке гепарина.
- В молоках лососевых рыб сконцентрированы витамины В, С, Е, которые способны уменьшить количество холестериновых бляшек.